# آلبرت مناتساکانیان
آلبرت گراچای مناتساکانیان (ارمنی: Ալբերտ Հրաչյայի Մնացականյան؛ زادهٔ ۹ سپتامبر ۱۹۹۹ در واغارشاپات) بازیکن فوتبال در پست هافبک اهل ارمنستان است.

## باشگاهی
از باشگاه‌هایی که در آن بازی کرده‌است می‌توان به باشگاه فوتبال زسکا مسکو، باشگاه فوتبال اسپارتاک مسکو، باشگاه فوتبال ایروان و باشگاه فوتبال آرارات ایروان اشاره کرد.

## تیم ملی
وی همچنین در تیم‌های ملی فوتبال زیر ۱۷ سال ارمنستان و زیر ۱۹ سال ارمنستان بازی کرده‌است.